# The Transatlantic Demos
The Transatlantic Demos è la seconda raccolta del cantautore statunitense Neal Morse, pubblicato il 2 aprile 2003 dalla Radiant Records.

## Descrizione
L'idea della raccolta nacque dal batterista Mike Portnoy, all'epoca batterista dei Dream Theater nonché compagno di Morse nel supergruppo Transatlantic. Come intuibile da titolo, il disco racchiude alcune demo composte da Morse tra il 1992 e il 2000 e successivamente lavorate durante sessioni di registrazione degli album dei Transatlantic SMPT:e (2000) e Bridge Across Forever (2001).

## Tracce
Testi e musiche di Neal Morse.
1. Hanging in the Balance – 18:01
2. Working on Mystery Train (On a Bus) – 1:46
3. We All Need Some Light – 5:23
4. Dance with the Devil – 9:01
5. Working on Piano Solo in "All of the Above" – 0:53
6. Bridge Across Forever – 4:48
7. Full Moon Rising – 22:34